# يوجينيو مارتينيز
يوجينيو مارتينيز (بالإسبانية: Eugenio Martínez)‏ هو شخصية أعمال أمريكي من أصلٍ كوبي، ولد في 8 يوليو 1922 في بينار ديل ريو في كوبا.